# Torre de telegrafia òptica de Bunyol
La Torre de telegrafia òptica de Bunyol és una torre òptica amb fusileres, actualment en estat de ruïna, que es troba en els contraforts de la Serra de la Cabrera, al Portell de Bunyol, proper a l'autovia A-III. És una de les torres de la línia Madrid-València, el que li confereix una importància historicoartística dins de les construccions telegràfiques de mitjans del segle xix que van revolucionar la missatgeria. També se la coneix com a Torre òptica El Portillo. La direcció general de Patrimoni de la Conselleria de Cultura i Esports ha inclòs aquesta torre en el seu inventari com bé d'interès cultural, amb el codi 46.18.077-011, a més s'han enviat al Ministeri de Cultura perquè les registrin també a l'inventari General del Patrimoni Històric amb anotació ministerial 27993 i data 15/03/2011.

## Història
La telegrafia òptica és un invent que es remunta al segle de la Il·lustració, el segle xviii. Va ser un avanç tecnològic de gran importància, nascut a França, que va facilitar la ràpida transmissió de notícies. A Espanya les línies de telègraf òptic no es van aixecar fins a la dècada de 1840, època que ja a Europa començava a funcionar la telegrafia elèctrica. Per motius de seguretat es va rebutjar aquest últim tipus de telegrafia donat el perill de tall de cables per bandolers o insurgents.
Aquestes torres van ser construïdes entre 1848 i 1849 per posar en marxa un servei de missatgeria ràpida que suposés una gran revolució en la comunicació postal del segle xix entre la capital i la perifèria del país. Aquest sistema permetia que un missatge es transmetés de la primera a l'última volta en tan sols trenta minuts.
La línia Madrid-València comença la seva construcció a 1848 i el seu funcionament un any més tard amb trenta torres. La primera estació era a Madrid a l'edifici de la Duana, actual Ministeri d'Economia i Hisenda al començament del carrer Alcalá i el final al convent de Sant Francesc de València, avui desaparegut. Dins de la Comunitat Valenciana les torres, en total nou, se situen en Villargordo del Cabriel, Fuenterrobles, Requena, Bunyol, Godelleta, Xiva i València. Es va aixecar més dins de la Comunitat Valenciana la línia València-Barcelona amb torres El Puig, Sagunt, Almenara, Orpesa, Torreblanca, Alcalà de Xivert i Santa Magdalena de Polpís.
Els telegrafistes van ser principalment militars llicenciats els quals es consideraven preparats per a aquesta missió. Molts excombatents de la Primera Guerra Carlina van entrar en el servei per considerar-se els més indicats per les penalitats que haurien de suportar. L'organització que es va donar al cos de telègrafs va ser paramilitar amb un nivell superior (facultatiu) amb accés al codi secret i altre inferior compost per operaris. Les línies s'organitzaven militarment en divisions amb direcció a cada capital de província i cada divisió en quatre o cinc seccions composta al seu torn de cinc o sis estacions. El personal reclutat, entre oficials de l'exèrcit, el componien els inspectors de línia, de 1a i de 2a classe. El primer era José María Mathé Aragua i dels segons hi havia dos per cada línia. La dotació teòrica de cada estació era de dos operaris, més un auxiliar. Els torrers s'alternaven entre si per torns. Perquè un servei així funcionés amb diligència s'exigia una rigorosa disciplina que exigia una organització paramilitar. Els edificis aixecats per servir de suport a aquest nou avenç tecnològic van ser dissenyats com torres defensives fortificades, com la que es troba a Bunyol o es van ocupar altres edificis prou fortificats. Per ordre ministerial d'un de març de 1844 s'assenyalaven les condicions que havien de complir els llocs on es col·loquessin les estacions repetidores del telègraf òptic:
- La distància entre les estacions seria com a mínim de dues llegües i màxim de tres, tenint en compte els accidents geogràfics.
- Haurien de seguir les carretes existents buscant la seguretat més gran de les zones transitades.
- Les estacions es fixarien en poblacions sempre que fos possible.
- A les capitals de província s'hauria de procurar col·locar les estacions al mateix edifici que les autoritats civils o militars.
- Eren preferibles edificis fortificats de l'Estat, torres d'esglésies o ermites, castells o cases fortes que puguin defensar-se en cas de necessitat.
- S'hauria de mantenir l'alineació sempre que fos possible procurant un radi visual de la línia perpendicular al capdavant de cada torre, tot i que segons escriu Madoz: la major i més essencial avantatge que porta, sense disputa, la nostra màquina telegràfica a totes les altres conegudes és la del fet que els seus signes són visibles amb la mateixa claredat des de tots els punts de l'horitzó, al pas que a la d'altres països la percepció d'aquells sols és exacta quan s'observen en una direcció perpendicular ....[4]

## Descripció
La construcció d'aquests telègrafs és idèntica, en general reuneixen les següents característiques: són quadrades de tres pisos (amb alguna excepció), sent les seves mesures generals:
- Base atalussada de 6,40 x 6,40 m (mides exteriors a la base del talús) i 4,30 x 4,30 en el quadrat interior.
- Gruix de les parets del talús de 0,95 metres la base i 0,70 metres l'altura de les espitlleres i 0,50 m en les parets.

La porta mai està arran del sòl de manera que la planta baixa no té obertures, excepte les tres espitlleres de cada costat. Tenen dos pisos que aconsegueixen una altura de 8,5 metres. Les seves parets estaven fortificades, i tenien un gruix de 95 centímetres a la base. A la terrassa estava instal·lat tot el complex sistema de senyals, ara desaparegut, que s'accionava des de la segona planta i permetia la comunicació instantània entre una torre i una altra.
La torre de Bunyol està situada en un turó al nord-est del Portell de Bunyol a 750 metres sobre el nivell del mar, a uns tres quilòmetres al nord-oest del poble i a uns 600 metres al nord-est de l'autovia A-3, sobre el vessant nord-oest de l'Alt del Cuco. Al primer pis se situa la porta a més de dos metres del terra. S'hi ascendeix per mitjà d'una escala de mà que podia retirar-se cap a l'interior en cas d'amenaça. A la segona planta hi ha una altra finestra, encara que en això difereixen les torres segons les línies, ja que a Castella tenen més obertures que les del País Valencià. En aquesta planta les obertures es redueixen mantenint el caràcter defensiu de l'edifici. Sobre el terrat es muntava l'aparell del telègraf. A la Torre de Bunyol la porta d'accés es troba al primer pis orientada al sud-est amb una finestra a la paret oposada. El pis superior presenta dues finestres així com les marques dels forjats. En el costat nord es conserven les restes d'una plataforma i arrencada d'un mur que podrien correspondre a un plantejament inicial de la torre. Els murs són de pedra engaltada travada amb morter de calç. Les cantoneres, les obertures de les finestres i les motllures horitzontals es fabriquen amb maó massís.